# Enočlena operacija
Ênočlena operácija (tudi únarna operacija) je v matematiki enomestna operacija ali preslikava, ki enemu podatku priredi točno določen rezultat. Enočlena operacija je torej isto kot funkcija f: A → B.
Običajni znani zapisi enočlenih operacij so:
- predponski zapis (npr. +, −, negacija (¬)
- priponski zapis (npr. fakulteta {\displaystyle n!\,})
- funkcijski zapis (npr. trigonometrične funkcije; {\displaystyle \sin x\,} ali {\displaystyle \sin(x)\,})
- nadpisni zapis (npr. transponiranje (matrike): {\displaystyle A^{\mathrm {T} }\,})

Obstajajo tudi drugi zapisi. V primeru kvadratnega korena na primer vodoravna črtica, ki razteza znak za kvadratni koren nad argumentom, lahko naznačuje obseg argumenta.
Zgledi enočlenih operacij:
- absolutna vrednost števila: {\displaystyle |a|:{\mathbb {R} }/{\mathbb {C} }\to {\mathbb {R} }/{\mathbb {R} }\quad |a|=\left\{{\begin{matrix}a;\ a\geq 0\\-a;\ a<0\\\end{matrix}}\right.}
- potenca realnega števila: {\displaystyle a^{n}:{\mathbb {R} }\to {\mathbb {R} }\quad a^{n}=a\cdot a\cdot ~\cdots ~\cdot a\!\,}
- fakulteta (faktoriela) naravnih števil: {\displaystyle n!:{\mathbb {N} }\to {\mathbb {N} }\quad n!=\prod _{k=1}^{n}k;\qquad n\geq 0\!\;.}
- trigonometrične funkcije realnih števil
- naravni logaritem realnih števil
- desetiški logaritem realnih števil
- dolžina vektorja
- negacija izjave
- bitna negacija: {\displaystyle b^{\star }:{\mathbb {Z} }\to {\mathbb {Z} }\quad b^{\star }:(0,1)\mapsto (1,0)\!\,}
- involucija
- endomorfizem množice
- operacija zajčjega zaporedja: {\displaystyle a^{\star }:{\mathbb {Z} }\to {\mathbb {Z} }\quad a^{\star }:(0,1)\mapsto (1,10)\!\,}
- transponiranje (matrike): {\displaystyle A^{\mathrm {T} }\,}